# Вестник дерматологии и венерологии
«Вестник дерматологии и венерологии» — ведущее специализированное издание в области клинической и экспериментальной дерматологии и венерологии, выпускается с 1924 года. Включён в список изданий ВАК, базы данных «Index Medicus» и «Medline». Выходит тиражом 3000 экземпляров раз в два месяца, формат А4. В настоящее время главным редактором журнала является А. А. Кубанова.

## История журнала
В 1924 году Государственный венерологический институт начал издавать журнал «Венерология и дерматология» под руководством В. М. Броннера, а Московское венерологическое и дерматологическое общество им. А. И. Поспелова — журнал «Русский вестник дерматологии» под руководством В. В. Иванова. В 1932 году редакции двух этих журналов были объединены, в результате сформировался журнал «Советский вестник венерологии и дерматологии», который стал печатным изданием Государственного венерологического института и Московского дерматовенерологического общества.
В 1938 году журнал получил название «Вестник венерологии и дерматологии» и перешёл в ведение Наркомздрава СССР, а с 1947 года — Минздрава СССР.
В 1958 году был переименован в «Вестник дерматологии и венерологии», а с 1968 года стал печатным органом Министерства здравоохранения СССР и Всесоюзного общества дерматологов и венерологов.